# Martin Glaum
Martin Glaum (* 1962 in Wetzlar) ist ein deutscher Betriebswirtschaftler. Er bekleidet seit 2014 den Lehrstuhl für Internationale Rechnungslegung an der WHU – Otto Beisheim School of Management, wo er seit 2016 zudem als Gastprofessor an der Toulouse School of Management lehrt.

## Ausbildung und akademische Laufbahn
Glaum promovierte 1990 an der Justus-Liebig-Universität Gießen mit einer Dissertation über „Finanzinnovationen ... dargestellt am Beispiel von Devisenoptionskontrakten“ und habilitierte 1995 an derselben Universität zum Thema „Internationalisierung und Unternehmenserfolg“.
Vor seiner Zeit in Gießen war er von 199? bis 1999 Professor für Internationales Management an der Europa-Universität Viadrina, Frankfurt (Oder).

## Gastprofessuren
- DePaul University, Chicago (1998)
- University of Michigan, Ann Arbor (1999)
- Universität St. Gallen (2003)
- University of Glasgow (2007)
- London School of Economics (2008)

## Forschungsschwerpunkte und Funktionen in wissenschaftlichen Körperschaften
Seine Schwerpunkte liegen auf Internationaler Rechnungslegung, Internationalem Finanzmanagement, Risikomanagement und Unternehmenszusammenschlüssen.
Er ist Schatzmeister im Vorstand des Verbands der Hochschullehrer für Betriebswirtschaft e. V., Vorsitzender der DRSC-Arbeitsgruppe „Finanzinstrumente“, akademischer Leiter beim Arbeitskreis „Unternehmenswachstum und Internationales Management“ der Schmalenbach-Gesellschaft für Betriebswirtschaft sowie Mitglied im Kuratorium der Esche Schümann Commichau Stiftung und im Scientific Committee der European Accounting Association.

## Veröffentlichungen (Auswahl)
- Glaum, Martin; Wyrwa, Sven: Making acquisitions transparent: goodwill accounting in times of crises, Frankfurt am Main, 2011.
- Glaum, Martin; Klöcker, André: Hedging von Finanzrisiken und Hedge Accounting gemäß IAS 39, Frankfurt am Main, 2009.
- Glaum, Martin; Hutzschenreuter, Thomas: Mergers & Acquisitions: Management des externen Unternehmenswachstums, Stuttgart, 2009.
- Glaum, Martin; Thomaschewski, Dieter; Weber, Silke: Auswirkungen des Sarbanes-Oxley Acts auf deutsche Unternehmen, Frankfurt am Main, 2006.